# Preußische G 3
In die Gattung G 3 stufte die Preußischen Staatseisenbahnen 1905 dreifach gekuppelte Güterzuglokomotiven mittlerer Leistungsfähigkeit ein. Neben den Lokomotiven der Normalbauart gab es auch 285 G 3, die nicht den Normalien entsprachen, da sie zumeist vor der Gründung der Preußischen Staatseisenbahnen gebaut worden waren.

## Geschichte
Die G 3 der Normalbauart war zu ihrer Zeit die Standard-Güterzuglokomotive der Preußischen Staatseisenbahnen. Die ersten Exemplare wurden ab 1877 für die „Kanonenbahn“ genannte Berlin-Wetzlarer Eisenbahn beschafft. Weitere Lieferungen gingen an verschiedene staatliche und private preußische Bahnen, an die Preußischen Staatseisenbahnen und die Königlich Preussische Militär-Eisenbahn. Ein Teil der Lokomotiven besaß Außensteuerung, die meisten aber Innensteuerung. Die Direktion Frankfurt a. M. stufte die Lokomotiven mit Außensteuerung sogar als G 2 ein. Insgesamt wurden etwa 2068 Lokomotiven der G 3 Normalbauart gebaut. Die G 3 unterschied sich von der Preußischen G 4.1 durch ihren niedrigeren Kesseldruck von 10 bar gegenüber 12 bar bei der G 4.1. Ab 1886 wurde nur noch die Bauart mit dem höheren Kesseldruck weitergebaut. Einige Lokomotiven erhielten später Kessel mit dem höheren Kesseldruck und wurden dann als G 4.1 eingeordnet. 
Die Fahrzeuge der Gattung G 3 waren mit einem Schlepptender der Bauart pr 3 T 10,5 ausgestattet.
Die Deutsche Reichsbahn sah 1923 noch 523 Lokomotiven in ihrem Umzeichnungsplan als 53 7001–7522 und 53 8294 (aus Sachsen) zur Umzeichnung vor. 1925 waren aber nur noch die 157 Lokomotiven mit den Nummern 53 7001–7157 zur Umzeichnung vorgesehen. Die Ausmusterung erfolgte bis 1930.

### Einsatz außerhalb Preußens
Eine G 3 gelangte bei der Aufteilung der Berlin-Dresdner Eisenbahn an die Königlich Sächsischen Staatseisenbahnen und erhielt dort als Gattung V den Namen Tellkoppe.
Als Reparation kamen nach Ende des Ersten Weltkriegs drei Stück als FS 271.001–003 zu den Italienischen Staatsbahnen (FS). Die Polnischen Staatsbahnen (PKP) übernahmen 123 Lokomotiven, darunter waren auch sechs ähnliche Lokomotiven, die ursprünglich von Henschel und BMAG (vormals L. Schwartzkopff) für die Warschau-Wiener Eisenbahn gebaut wurden und 1915 nach dem russischen Rückzug aus Polen von den deutschen Truppen erbeutet worden waren. 1926 erhielten sie die Baureihenbezeichnung Th1 und in der offiziellen Typenliste des polnischen Verkehrsministeriums von 1927 waren noch 118 Exemplare enthalten. Die litauische Staatsbahn Lietuvos Geležinkeliai (LG) übernahm neun Lokomotiven, die sie als Baureihe P3 mit den Nummern 251 und 601 bis 608 einreihte. Die Lokomotiven 605 bis 608 erhielten ihre neuen Nummern wahrscheinlich nur auf dem Papier. Die 601 und 602 wurden sehr bald ausgemustert und ihre Nummern an die P3 251 (nun 601II) und P4 609 (eine G 4.1, ab 1925 602II) erneut vergeben. Über den Verbleib der anderen Lokomotiven ist nichts näheres bekannt, die 601II muss jedoch vor 1939 ausgemustert worden sein, weil damals die Nummer an eine von den PKP übernommene T 13 erneut vergeben wurde. Die lettischen Staatsbahnen Latvijas Valsts Dzelzsceļi (LVD) übernahmen fünf Stück, die sie wie die anderen normalspurigen C-Güterzuglokomotiven in die Baureihe Mn mit den Nummern 271 bis 274 und 288 einreihten. Sie wurden vor 1940 ausgemustert.
Die Državne železnice kraljevine Srba, Hrvata i Slovenaca (SHS), die Staatsbahnen des Königreichs der Serben, Kroaten und Slowenen, übernahmen eine G 3 unter der Nummer 40. Im von der 1929 gegründeten Jugoslovenske državne železnice (JDŽ) im Jahr 1933 eingeführten neuen Bezeichnungsschema erhielt sie keine Nummer mehr.
Im Zweiten Weltkrieg kam die PKP Th1-84 als 53 7006II in den Bestand der Deutschen Reichsbahn. 1945 kehrte sie nach Polen zurück und wurde 1946 ausgemustert. Zwei andere langlebige Th1 waren die Mitte 1937 ausgemusterten Th1-86 und Th1-87 gewesen, während die übrigen PKP-Maschinen vor 1936 ausgemustert worden waren. Nach verschiedenen Quellen handelte es sich bei der 53 7005II um die Th1-75, wahrscheinlicher war es jedoch die Th3-75 (Preußische G 4.2).
Auch andere Bahnen stellten G 3 in Dienst
- Reichseisenbahnen in Elsaß-Lothringen: Nach Elsaß-Lothringen wurden 37 Stück geliefert, die als C 21–C 24, später als G 3 bezeichnet wurden, weiteres siehe Elsaß-Lothringische G 3.
- Lübeck-Büchener Eisenbahn: Die LBE bestellte 1888 2 Stück, die 1889 von Schwartzkopff unter den Fabriknummern 1671 und 1672 gebaut wurden. Sie wurden als 33 Oldenburg und 34 Württemberg eingereiht. 1903 wurden sie in die Gattung G 2 eingeordnet und erhielten 1917 die neuen Nummern 61 und 62. Die Nummer 62 wurde 1922 ausgemustert und die Nummer 61 Anfang der 1920er außer Betrieb genommen und als damals älteste LBE-Lok noch bis 1927 als Auswaschanlage in Lübeck verwendet.[6]
- Halberstadt-Blankenburger Eisenbahn: Die HBE besaß eine Lokomotive der Gattung G 3. Diese war 1888 von Maschinenfabrik Esslingen unter der Fabriknummer 2312 gebaut worden und erhielt anfangs die Nummer XII sowie den Namen Boernecke. Weil sie 1915 keine neue Nummer mehr erhielt, muss sie vorher ausgemustert worden sein.[7]

Československé státní dráhy (Tschechoslowakische Staatsbahnen) hatte 1924 G3 Stettin 1228, Borsig 4337 (1891) im Bestand. Dieser bekam Nummer 314.401. Die Ausmusterungsdaten der Maschine sind nicht bekannt.

### G 3 bei der Mecklenburgischen Friedrich-Franz-Eisenbahn
Knapp zwanzig Jahre nach der Beschaffung der Güterzuglokomotiven der Gattung G 2 wurde ab 1892 der Fahrzeugpark der Mecklenburgischen Friedrich-Franz-Eisenbahn um dreifach gekuppelte Lokomotiven der preußischen Gattung G 3 ergänzt. Die 1892 und 1894 von Schwartzkopff beschafften Lokomotiven erhielten die Bahnnummern 78, 85, 86 und 96 und wurden in die Gattung IX eingeordnet. Mit der Übernahme des Deutsch-Nordischen Lloyds kamen noch die beiden Lokomotiven 15 und 16 (MFFE-Nummern 354 und 355) dazu. Diese Maschinen waren 1887 bei Henschel gebaut worden. 1895 erfolgte noch die Lieferung von zwei Lokomotiven von Egestorff. Mit der Einführung des neuen Nummernschemas ab 1895 in den Nummernbereich 350 bis 357 eingeordnet und ab 1910 als Gattung G 3 bezeichnet.
Nach der Gründung der Deutschen Reichsbahn waren im vorläufigen Umzeichnungsplan von 1923 noch fünf Lokomotiven enthalten. Diese sollten die Nummern 53 7701 bis 53 7705 erhalten. Die Maschinen wurden jedoch bis 1925 alle ausgemustert.
Die Lokomotiven entsprachen konstruktiv der preußischen Gattung G 4.1 (12 bar-Kesseldruckausführung), besaßen gegenüber der preußischen Ausführung aber Treibräder mit einer Größe von 1350 mm. Die Fahrzeuge erhielten einen Schlepptender der Bauart 3 T 10,5 oder 3 T 12.

## Erhaltene Lokomotiven
Nur eine Lok der preußischen Gattung G 3, die „Saarbrücken 3143“, blieb der Nachwelt erhalten. Die 1884 von Hanomag als „Cöln 1100“ gelieferte Lok war bereits um 1920 zu einem Kranprüfgewicht umgebaut worden und hatte dabei u. a. Armaturen, Steuerung, Umlauf und Führerhaus verloren. Im Jahr 1984 wurde dieses Fragment im AW Trier der Deutschen Bundesbahn unter der Leitung des Eisenbahningenieurs Horst Troche zu einer fast vollständigen Lokomotive wiederaufgebaut. Dabei erhielt sie auch einen passenden dreiachsigen Tender preußischer Bauart, der sich umgebaut zu einem Schneepflug erhalten hatte. Zum Jubiläum 150 Jahre deutsche Eisenbahnen zog die Lok 1985 in das DB Museum Nürnberg ein und wird seitdem dort präsentiert.